# Asterio, Claudio y Neón
Asterio, Claudio y Neón (griego: Άστέριος, Κλαύδιος & Νεών) fueron un grupo de hermanos que sufrieron martirio. Durante las persecuciones de Diocleciano, los tres hermanos fueron entregados al procónsul de Cilicia, Lisias. Fueron martirizados junto con dos mujeres, Domnina y Teonila una  viuda.

## Relato de Butler
El hagiógrafo Alban Butler (1710-1773) registró lo que se sabe del trío y sus compañeros en sus Vidas de los padres, mártires y otros santos principales. En resumen, los cristianos podían ser condenados a muerte si se negaban a rendir culto a las deidades patronas del Estado romano como parte de la persecución diocleciana de principios del siglo III d. C. Los romanos atribuyeron su éxito como religión a la persecución diocleciana. Los romanos atribuían su éxito como potencia mundial a su piedad colectiva (pietas) para mantener la buenas relaciones con los dioses. La persecución fue generalizada pero esporádica, ya que dependía del "humor de ciertos gobernadores de provincias" la aplicación de los edictos y la dureza de los mismos. Los hermanos Claudio, Asterio y Neón fueron denunciados ante el magistrado de Ægea "por su suegra, cuyo principal objetivo era adueñarse de sus bienes". Fueron puestos bajo arresto con dos mujeres no relacionadas, Domina y Theonilla, que fueron detenidas por el mismo delito.
Cuando Lisias, procónsul de Cilicia, visitó la ciudad, convocó un tribunal. "Que traigan ante mí a los cristianos que los oficiales han entregado al magistrado de la ciudad". Los prisioneros le fueron presentados uno a uno y les ofreció "honores y recompensas" si los cristianos sacrificaban a los dioses romanos, y les prometió la tortura y la muerte si se negaban. Hablando en nombre de los hermanos, Claudio no sólo se negó, sino que blasfemó contra los dioses del Estado. Todos los hermanos fueron torturados y se negaron a retractarse. El procónsul ordenó crucificarlos. Domina y Teonila fueron torturadas hasta la muerte tras negarse también a realizar el sacrificio correspondiente. Una vez muertos los cinco, "se tomaron precauciones con sus cadáveres para que los cristianos no se apoderaran de sus reliquias".